# 搠思班
搠思班（?—?），元朝蒙古宗王。孛儿只斤氏。元世祖曾孙，西平王奥鲁赤之孙，铁木儿不花之子。
元成宗大德元年（1297年）袭父爵，受封为镇西武靖王，出镇吐蕃，以吐蕃为世袭领地。持驼纽金镀银印，镇抚吐蕃地方。曾率大军前往乌思藏，在江孜山下击败了参与止贡（《元史》作必里公）之变的西蒙古军。大德十年（1306年）二月,率蒙古军讨吐蕃各地叛乱。元武宗至大二年（1309年）招降茂州。元仁宗延祐六年（1319年）讨平察合台后王怯别。元英宗至治三年（1323年）征伐参卜郎。泰定帝泰定三年（1326年）安定阶州的蕃民。元文宗至顺元年（1330年）搠思班和行知枢密院事跃里帖木儿出征云南，平定秃坚之乱。在安宁州和中庆路获胜。不久去世。其女亦怜真班封德宁公主，嫁高丽忠惠王为王妃，生高丽忠穆王。

## 延伸阅读
[在维基数据编辑]
 《新元史/卷114》，出自柯劭忞《新元史》